# Trollius yunnanensis
Trollius yunnanensis là một loài thực vật có hoa trong họ Mao lương. Loài này được (Franch.) Ulbr. miêu tả khoa học đầu tiên năm 1922.

## Hình ảnh

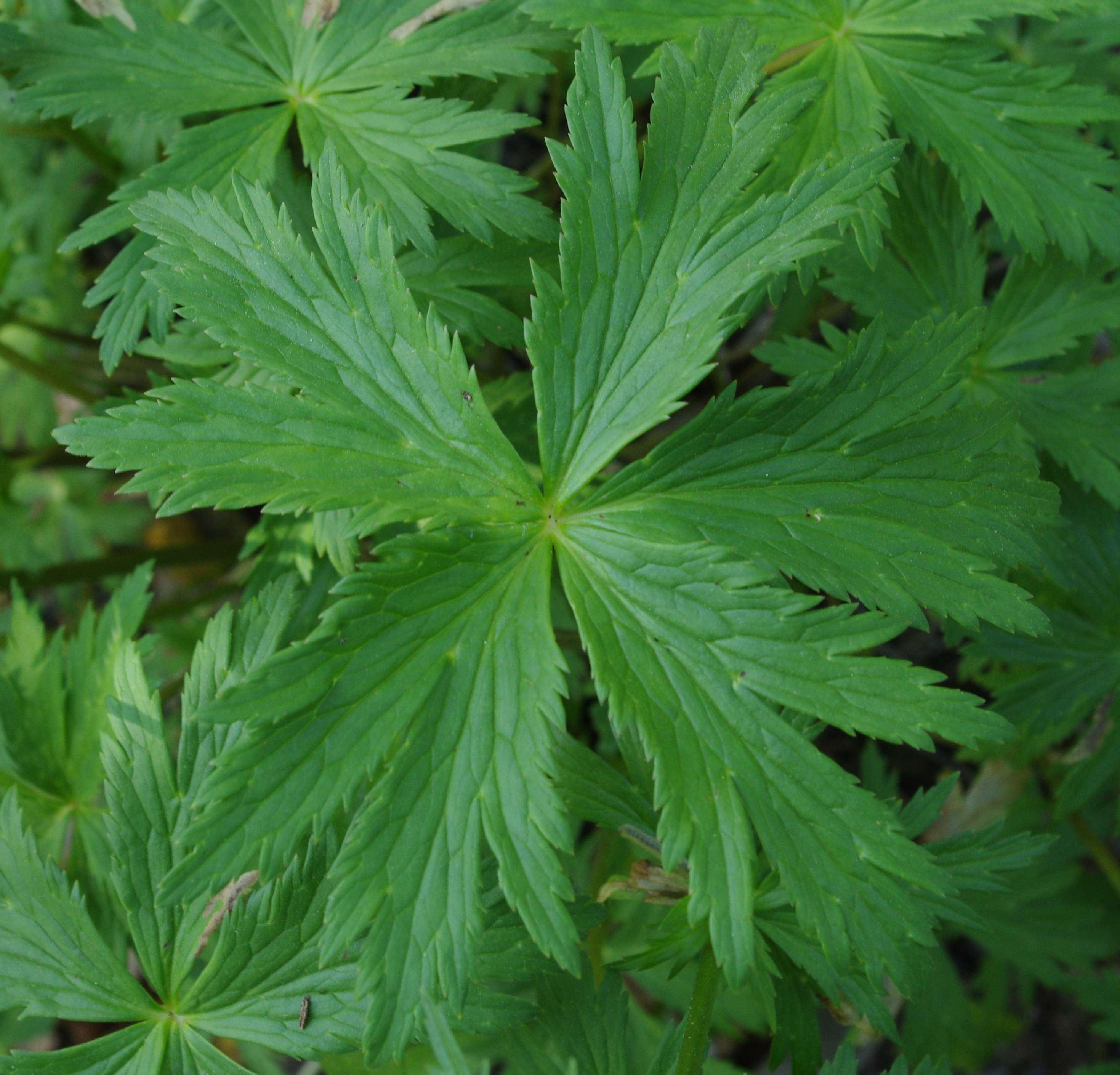
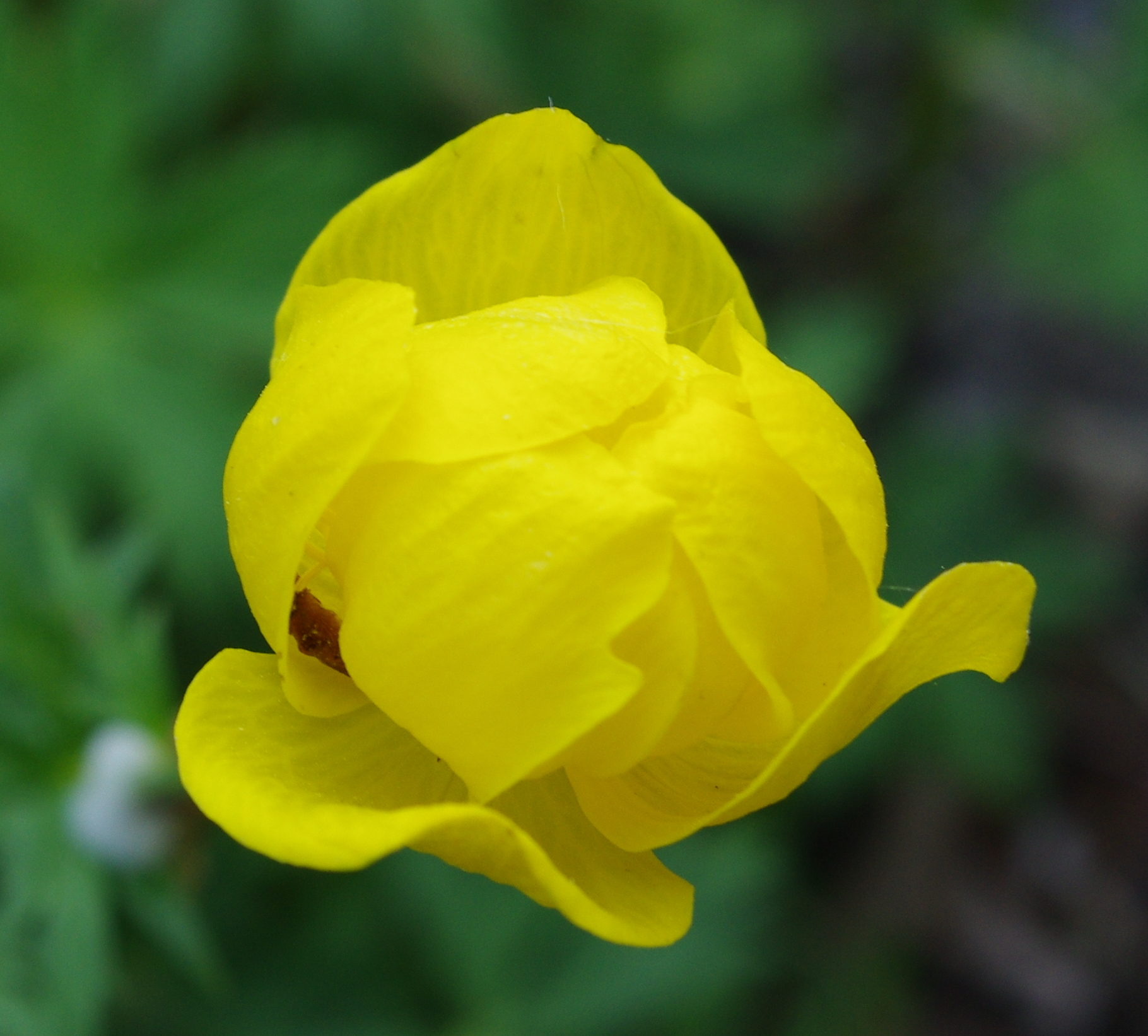
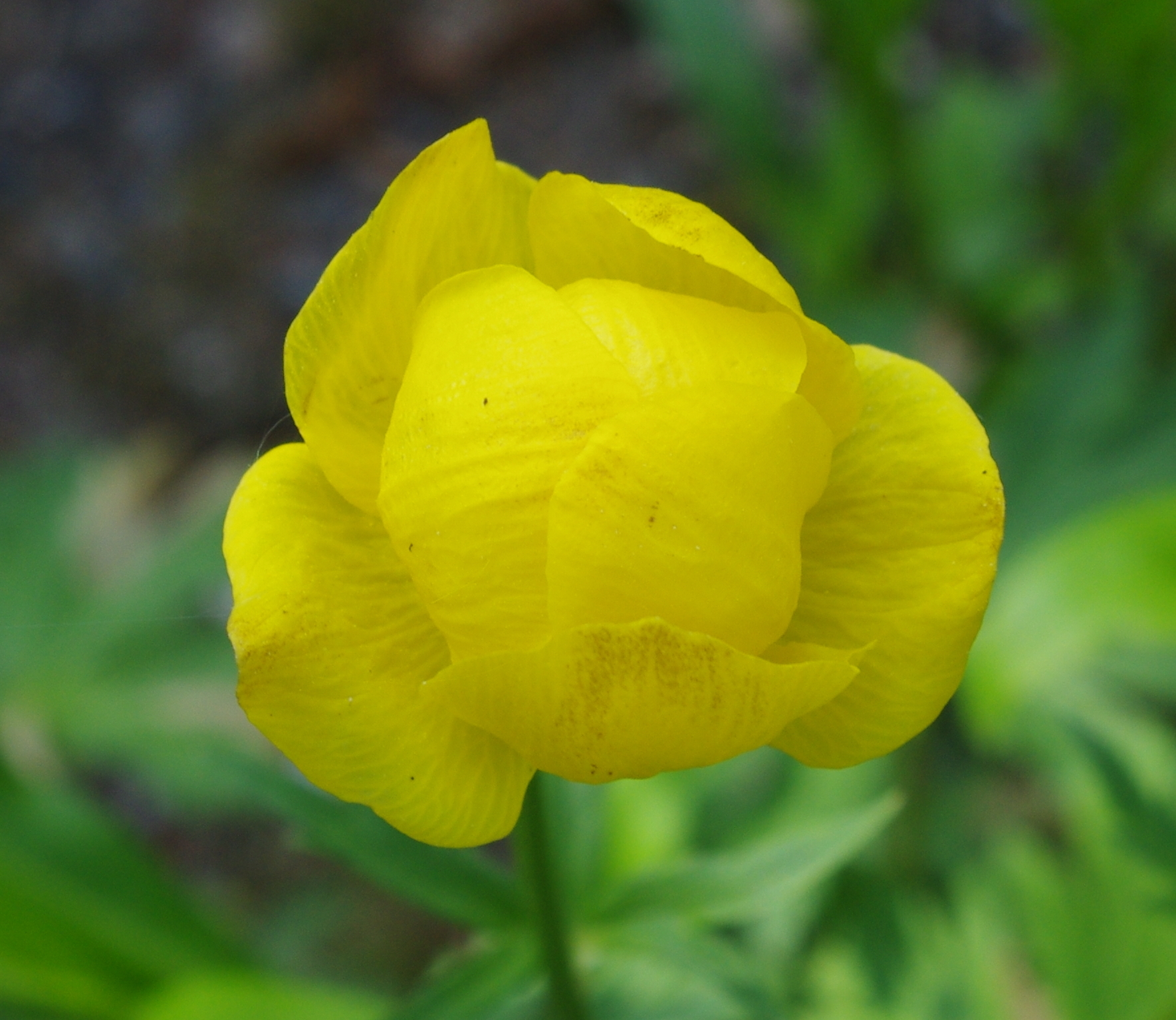